# 莱士雅丁
莱士·雅丁（1942年4月15日—），马来西亚政治人物，曾经担任马来西亚新闻、通讯与文化部长和森美兰州日叻务国阵巫统国会议员，也是巫统中央委员，曾先后出任森美兰州务大臣、艺术、文化与文物部长及外交部长等职。2018年加入土著团结党，2020年6月16日出任上议员。同年9月2日擔任馬來西亞上議院主席。

## 政治生涯

### 首相署部长（1999年至2004年）
1999年到2004年，莱士雅丁在第六次马哈迪内阁中担任首相署部长。2003年8月，他代表首相马哈迪·莫哈末出访阿布扎比、也门和伊朗三个同是伊斯兰合作组织的国家。

### 国会上议员(2020年)
6月16日，莱士雅丁受委上议院议员。2天后，《当今大马》根据国阵人士消息，证实莱士雅丁将取代任期即将结束的上议院主席威尼斯瓦兰的职位。随着国会上议院主席丹斯里威尼斯瓦兰于6月22日卸任后，莱士雅丁获得时任首相慕尤丁提名接任主席一职。但是，反对党希盟6名上议员发表联合文告， 强调国会上议院是一个和谐的殿堂，因此需要一名能够让上议员达成共识的主席，并认为莱士雅丁不适合担任上议院主席职。

### 馬來西亞上议院主席(2020年)
2020年9月2日第14屆第3期第2次上議院會議中，莱士雅丁及公正党上议员尤斯马迪在遴选上议院主席的面書投票議程中，成功获得45票，而尤斯马迪则获得19票。由土团党前总秘书玛祖基所提名竞选的沙巴民兴党上议员拿督蒂尔多雷道格拉斯，则在提名时，宣布退出竞选。主持会议的上议院副主席阿都哈林在票选成绩出炉后，根据议会常规第2（3）条文，宣布莱士雅丁担任馬來西亞上议院第19任主席。
反对党希望聯盟多位上議員對此提名表示質疑，認為由不是上议员的慕尤丁提名莱士雅丁擔任上议院主席並不符合聯邦憲法。上议院副主席阿都哈林对此表示「没有任何一项议会常规阐明只有上议员才能提名另一人成为国会上议院主席的人选」为由，获得掌管法律事务的达基尤丁·哈山与国盟议员的支持，莱士雅丁也成为大马首位遭到反对的上议院主席。